# Hermann Hesse
Hermann Hesse (Calw, 2 luglio 1877 – Montagnola, 9 agosto 1962) è stato uno scrittore, poeta e pittore tedesco naturalizzato svizzero, insignito del premio Nobel per la letteratura nel 1946.
La sua produzione, in versi e in prosa, è vastissima e consta di quindici raccolte di poesie e trentadue tra romanzi e raccolte di racconti. I suoi romanzi più famosi sono Peter Camenzind (1904), Gertrud (1910), Demian (1919), Siddhartha (1922), Il lupo della steppa (1927), Narciso e Boccadoro (1930) e Il giuoco delle perle di vetro (1943). Ciascuno di questi lavori esplora la ricerca di autenticità dell'individuo, la conoscenza di sé e la spiritualità, che rispecchiano l'interesse dell'autore per l'esistenzialismo (Schopenhauer e Nietzsche), oltre che il misticismo della filosofia orientale, specialmente induista e buddhista.
Assieme a Franz Kafka e Thomas Mann, Hesse è tra gli scrittori di lingua tedesca del XX secolo più letti nel mondo, tradotto in più di 60 lingue e con circa 150 milioni di copie vendute in tutto il mondo.

## Biografia
(Hermann Hesse, dal libro di poesie Crisi: pagine da un diario)

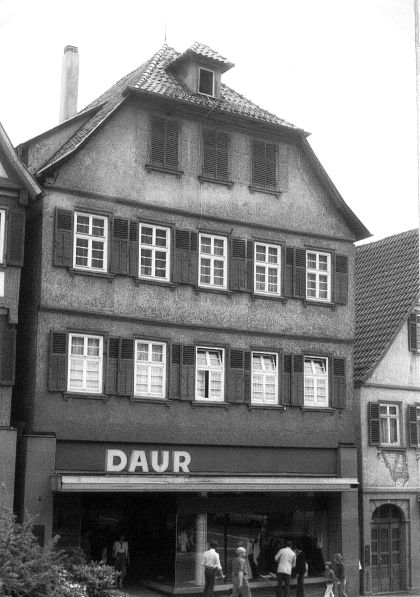
Casa natale di Hesse

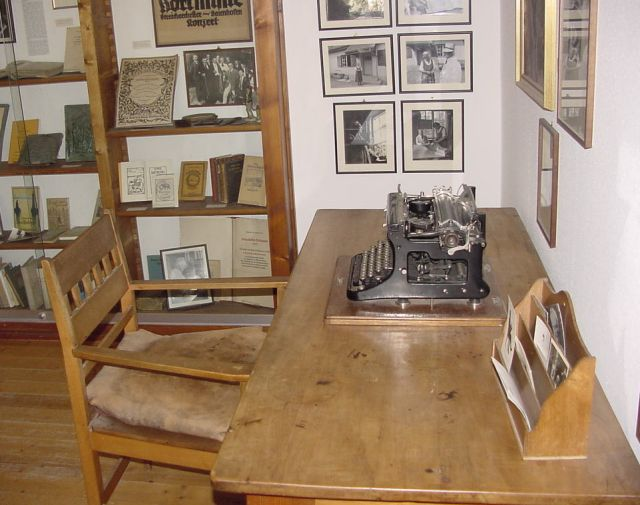
La scrivania di Hesse nel museo a lui dedicato a Gaienhofen

Hermann Hesse nacque il 2 luglio del 1877 a Calw, un paese della Svevia, nel Baden-Württemberg, Germania. Suo nonno era un famoso missionario, Hermann Gundert, inviato assieme alla moglie in India dall’organizzazione missionaria protestante Basel Mission. Analogamente suo padre, Johannes, era stato un missionario pietista in India e quando tornò in Germania continuò a lavorare nel ministero. Sua madre, Marie, era l'assistente di suo padre. Gestiva la "Calwer Verlagsverein", una delle più importanti case editrici pietiste d'Europa. Entrambi i suoi genitori erano molto religiosi e si dedicavano completamente alle loro credenze, anche se non erano propriamente settari.

### Gli anni giovanili
Hermann trascorse l'infanzia fra Basilea, dove la sua famiglia si era trasferita nel 1880, e Calw. Per Hesse il clima familiare pietista si rivelò troppo rigido e oppressivo. Nel 1890 fu mandato dai genitori in una scuola privata a Göppingen, un altro paese della Svevia, dove potesse essere preparato agli esami di ammissione di una delle scuole protestanti più illustri della regione.
Ammesso quindi agli studi teologici nel seminario evangelico di Maulbronn, cominciò a soffrire di mal di testa e insonnia, finché lo abbandonò dopo una fuga e un tentativo di suicidio nel 1892 (fallito perché la pistola si inceppò), rinnegando idealmente la religione in cui era cresciuto. Fu allora condotto in una clinica per ragazzi affetti da disagi mentali, in cui trascorse mesi disperati. Per più di un anno, Hesse passò da una scuola all'altra e da una casa di cura all'altra finché i genitori non lo riportarono a Calw nel 1893.
Nei due anni successivi il suo umore sembrò migliorare. Aiutava suo padre nella Calw Publishing House, lavorava in giardino e faceva un breve apprendistato in una libreria e in un'azienda a ore. In questo periodo Hesse, che era un lettore incallito, compose alcuni poemi e racconti, deciso a intraprendere la carriera di scrittore. Suo padre tuttavia non gli permise di lasciare la casa per inseguire le sue ambizioni. Solo nell'ottobre del 1895 gli fu concesso di cominciare un apprendistato come libraio presso la libreria Heckenhauer a Tubinga, una città universitaria famosa per la sua tradizione culturale.

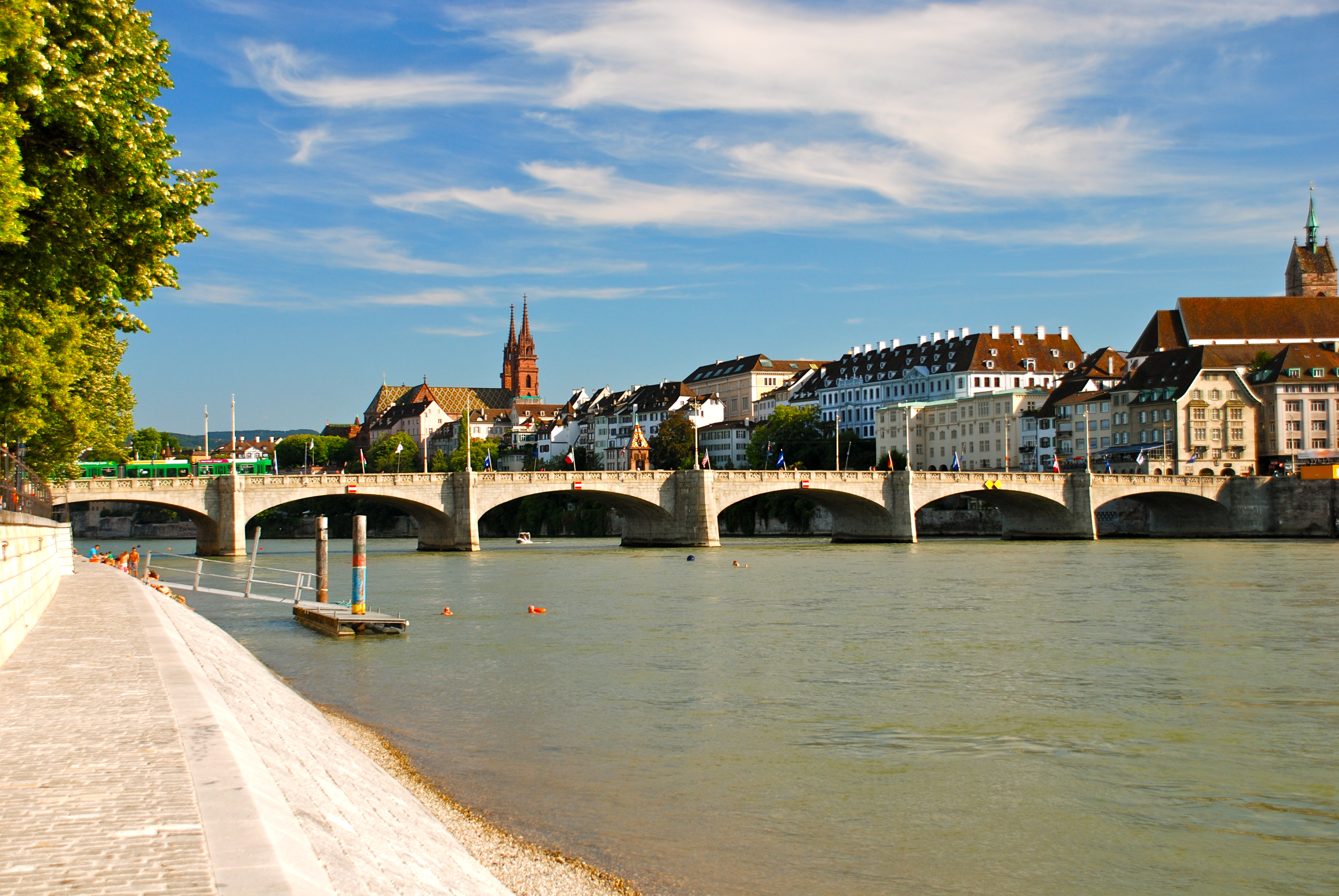
La città di Basilea, che è diventata un importante punto di riferimento per tutta la vita di Hesse e ha svolto un ruolo importante durante la formazione dell'autore

### A Tubinga e Basilea

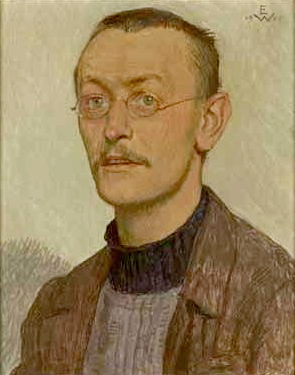
Ritratto di Hesse nel 1905

A Tubinga, libero dalle costrizioni familiari e dalla pressione scolastica, Hesse cominciò a seguire la sua strada di scrittore. Conobbe famosi giovani scrittori e cominciò a leggere la letteratura medievale, i romanzi tedeschi e le opere orientali. Fu durante questo periodo che pubblicò le sue prime opere come: Canti Romantici e Un'ora dopo mezzanotte. Al pietismo dei suoi genitori in lui si sostituì intanto una nuova forma di religiosità tendente all'ascetismo, a cui si dedicò per qualche tempo.
Il suo credo era quello di Novalis: «Diventare un essere umano è un'arte». Per Hesse, è stato scritto, «l'arte, il compimento della soddisfazione interiore, significava connettersi con un senso profondo ed essenziale associato al termine “casa”. Questa casa però non era la casa dei suoi genitori. Era piuttosto un ritorno a qualcosa di intangibile, legato a un'intuizione, ma unico per ogni individuo. Era un ritorno e un'andata alla stesso tempo e poteva essere raggiunta solo attraverso l'arte, ovvero attraverso la faticosa formazione di sé stessi».
Nel 1899 Hesse si trasferì a Basilea dove diventò assistente presso la libreria Reich, fino al 1903. Durante questo periodo continuò la sua attività letteraria, facendo anche molte conoscenze, sebbene fosse visto dagli altri più come un solitario e un emarginato.
Nel dicembre del 1900 pubblicò Gli scritti postumi e I poemi di Hermann Lauscher, che mostravano una chiara influenza da parte di E. T. A. Hoffmann e di altri scrittori romantici. Continuò a scrivere poemi e recensioni per libri, e i suoi viaggi in Italia agli inizi del nuovo secolo lo portarono a pubblicare una raccolta di poesie, saggi, ricordi, intitolata Italia. Ebbe modo di frequentare inoltre i luoghi francescani, dove trasse l'ispirazione per un saggio biografico intitolato Franz von Assisi. L'affermazione giunse tuttavia con l'uscita del romanzo Peter Camenzind (1904), che risente anch'esso della spiritualità francescana, nel quale il protagonista rifiuta il mondo cosmopolita per dedicarsi anima e corpo all'arte.

### A Gaienhofen

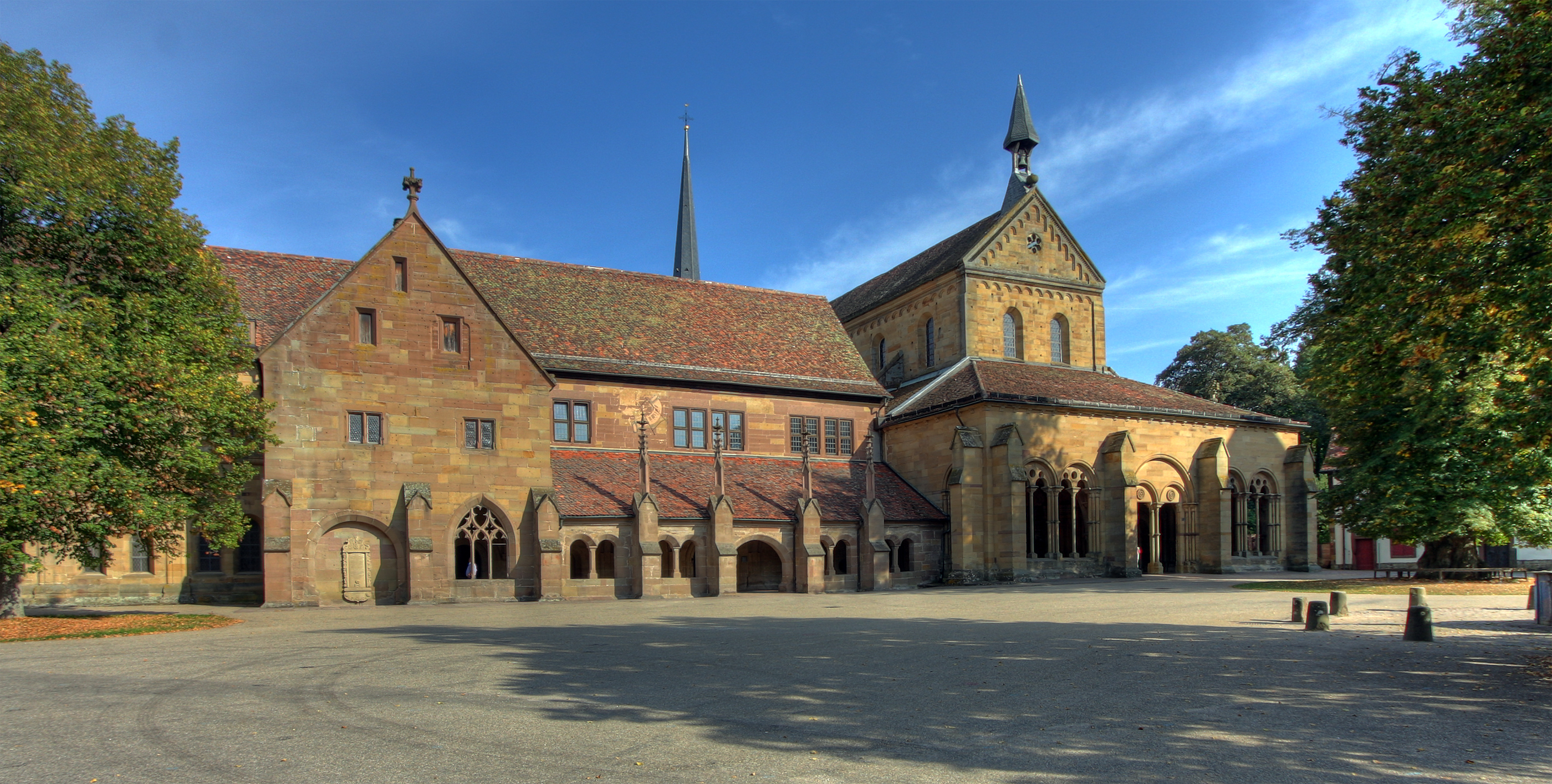
Il seminario di Maulbronn

Nel 1904 sposò Maria Bernoulli (1869-1963), una fotografa professionista discendente dei celebri scienziati, con la quale andò a vivere nel villaggio di Gaienhofen, nei pressi del lago di Costanza sul confine svizzero-tedesco. Qui entrambi speravano di trovarsi più a contatto con la natura, per dedicarsi alla scrittura, alla pittura, alla musica e alla fotografia. Nel tempo trascorso a Gaienhofen tuttavia, tra i due si verificarono notevoli difficoltà di relazione. A Gaienhofen nacquero anche i tre figli, Bruno (1905), Heiner (1909) e Martin (1911).
Del 1906 è il romanzo Sotto la ruota, pieno di elementi autobiografici, nel quale Hesse rievoca il periodo tragico dei suoi studi a Maulbronn, e da lui considerato una sorta di resa dei conti verso l'educazione e il clima pedagogico da lui sofferti durante gli anni dell'adolescenza. Altre pubblicazioni furono Questa parte (1907), Vicini di casa (1908), Gertrude (1910), il volume di poemi Sotto terra (1911).
Divenne l'editore di un'importante rivista di cultura e politica, März, fondata nel 1908, e scrisse numerose recensioni per vari giornali e riviste tedeschi.
Vinse diversi premi letterari e divenne amico di famosi scrittori, musicisti e artisti, ma il suo matrimonio con Maria non era molto felice: lei era più anziana di lui di otto anni ed era troppo autosufficiente e indipendente da lui. Per cercare di alleviare la sua solitudine, Hesse si dedicò al vegetarianismo, alla pittura, alla teosofia e alle religioni indiane. Frequentò per breve tempo il centro igienista, naturista e vegetariano di Monte Verità, sul lago Maggiore. A questa esperienza è ispirato il racconto La fine del dottor Knolge.

### Gli anni in Oriente
Nel 1911 si recò in viaggio a Ceylon, a Sumatra e in Malaysia, alla ricerca di una pace interiore. Tuttavia, non riuscì mai a raggiungere l'India (meta principale del viaggio), che costeggiò solamente, per via della dissenteria e della mancanza di denaro. Tornò a Gaienhofen ancora malato ed esausto.
Cercando di cambiare questa situazione, nel 1912 lui e Maria decisero di trasferirsi a Berna.
Sfortunatamente anche questo nuovo cambiamento non giovò alla salute di Hesse. Suo figlio Martin intanto si ammalò e nel 1914 fu portato in una casa di cura. La morte di suo padre Johannes, nel 1916, gli causò un forte senso di colpa. Cominciò a distaccarsi da Maria, la quale stava accusando problemi mentali.
Nel 1913 aveva pubblicato il suo diario Fuori dall'India sul viaggio da lui intrapreso nel lontano Est, seguito dalla novella Rosshalde. Nel 1914 pubblicò anche un saggio provocatorio, O Amico, non questi toni, un opuscolo nel quale prendeva posizione contro la guerra imminente.

### La prima guerra mondiale

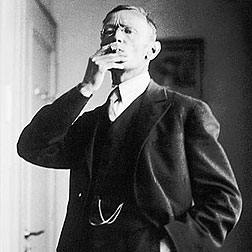
Hesse nel 1925

La prima guerra mondiale coincise con una profonda crisi personale e artistica, ma allo stesso tempo gli permise di operare una svolta decisiva nella sua poetica, svolta che lo portò a scrivere Demian e, nel 1920, L'ultima estate di Klingsor. Allo scoppio della guerra si presentò come volontario al fronte, ma fu riformato; pur restando sempre combattuto se dare il suo apporto come tedesco alla causa bellica, non condivideva lo spirito nazionalista dei suoi compatrioti, ma volle comunque prendere le distanze dai pacifisti allora riuniti in Svizzera. I suoi pensieri circa la guerra si ritroveranno in molte sue opere.
Per due anni si prese cura di prigionieri di guerra tedeschi a Berna. Nel 1917 per un esaurimento nervoso andò a Sonnmatt, in una casa di cura privata vicino Lucerna, dove venne sottoposto a una terapia di elettroshock. Nella primavera del 1919 si separò definitivamente da sua moglie.
Al termine del primo conflitto mondiale, durante il quale le posizioni pacifiste di Hesse erano state osteggiate dalla maggioranza dei suoi connazionali, egli sarà indotto per l'aggravarsi del suo stato di disagio interiore a ricorrere al trattamento psicoanalitico presso il dottor J.B. Lang, un allievo di Carl Gustav Jung, poi con lo stesso Jung.
Nel 1919 venne pubblicato il romanzo di formazione Demian, storia di un adolescente timido aiutato nella sua crescita da un amico, che riscosse un grande successo di pubblico. E anonimo, il saggio Il ritorno di Zarathustra, «messaggio di un tedesco alla gioventù tedesca». Nello stesso anno si trasferì a Montagnola, nei pressi di Lugano, in Svizzera, dove si dedicò anche alla pittura, sua seconda passione e dove ambientò L'ultima estate di Klingsor. Qui sembrò uscire dalla depressione.

### A Montagnola

La macchina per scrivere (Museo Hermann Hesse a Montagnola in Svizzera)

Fu dopo il suo ritiro a Montagnola che Hesse cominciò a sentire di essere abbastanza distaccato da potersi interessare ai problemi politici e sociali. Non fu mai incline all'allineare sé stesso con una particolare ideologia; era ancora un cercatore: un artista alla ricerca di sé stesso.
Hesse si era definitivamente distaccato dalla sua educazione borghese, perché era stato fortemente influenzato da Nietzsche, da Schopenhauer, dai romantici tedeschi e dalle religioni orientali. Cercò in questo periodo di combinare questi fili di pensiero nella sua filosofia esistenzialista, che si occupavano di trovare la strada per casa e di scoprire il divino nella natura essenziale di ogni individuo..
Nel 1922 vide la luce una delle sue opere più importanti e intense: Siddhartha, frutto del suo viaggio in India e del suo interessamento alla cultura orientale, che lo portò ad avvicinarsi alla spiritualità buddhista e induista.

### Gli anni 1920
Gli anni venti furono ancora tumultuosi per Hesse. Nel 1923 ricevette la cittadinanza svizzera, grazie anche alla critica negativa verso di lui da parte della stampa tedesca. Nello stesso anno ottenne il divorzio da Maria.

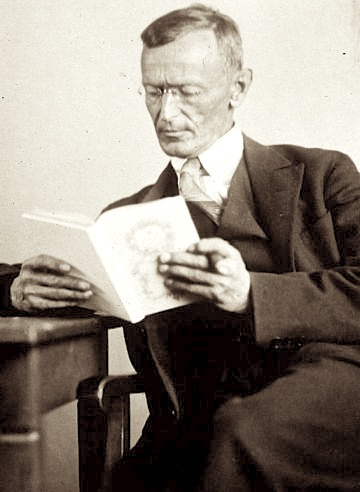
Un'immagine del 1927

Le seconde nozze furono la conseguenza di un'infatuazione per la cantante Ruth Wenger, più giovane di vent'anni: i due rimasero separati per la maggior parte del matrimonio, comunque di breve durata. La crisi emotiva che travolse Hesse fu riflessa nel romanzo Il lupo della steppa del 1927. Come il protagonista, Hesse dopo essere stato colpito da una crisi psicologica, accompagnata da un oppressivo pensiero di morte, prese una decisione cosciente di superare la sua depressione e la sua natura introversa cominciando a frequentare le taverne, le sale da ballo e i luoghi più famosi di Zurigo e Berna, dove non aveva finora mai trascorso molto tempo. In questo periodo incontrò Ninon Dolbin Ausländer, una storica dell'arte, che cominciò a vivere con lui dal 1928. Ninon influenzò molto Hesse con il suo temperamento.
Nel 1930 scrisse Narciso e Boccadoro, storia di un'amicizia ambientata nel Medioevo cristiano, alla cui religiosità Hesse rimase sempre particolarmente sensibile. Del 1932 è Il viaggio verso l'Est. Cominciò allora il suo ultimo capolavoro, Il giuoco delle perle di vetro, che lo impegnò per dieci anni. Sebbene Hesse avesse sempre amato viaggiare, leggere e visitare città svizzere come Berna e Basilea, sentì gran piacere nella sua grande casa a Montagnola.

### La vita ritirata e il premio Nobel
Con Ninon Dolbin Ausländer avvenne il suo terzo e ultimo matrimonio nel 1931 (la moglie venne citata nel volume Il pellegrinaggio in Oriente), la quale gli resterà accanto sino alla morte. Durante i successivi dodici anni abbandonò raramente la sua vita ritirata, dove seguì con Ninon una sorta di routine quotidiana. La mattina e il pomeriggio si dedicavano alla pittura, al giardinaggio e alla corrispondenza, mentre la sera lui leggeva e scriveva.

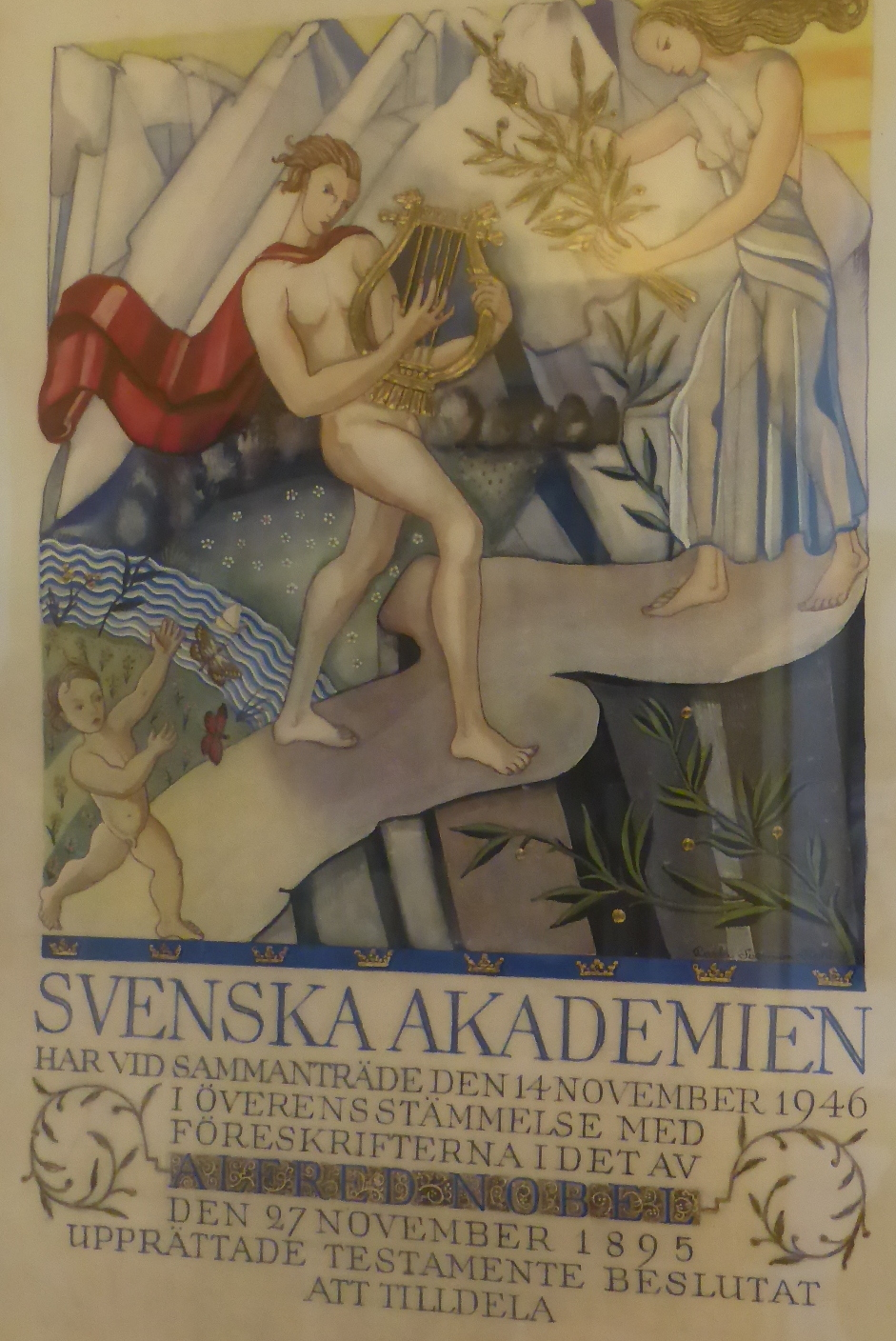
Il certificato di attribuzione del premio Nobel per la letteratura 1946-parte1

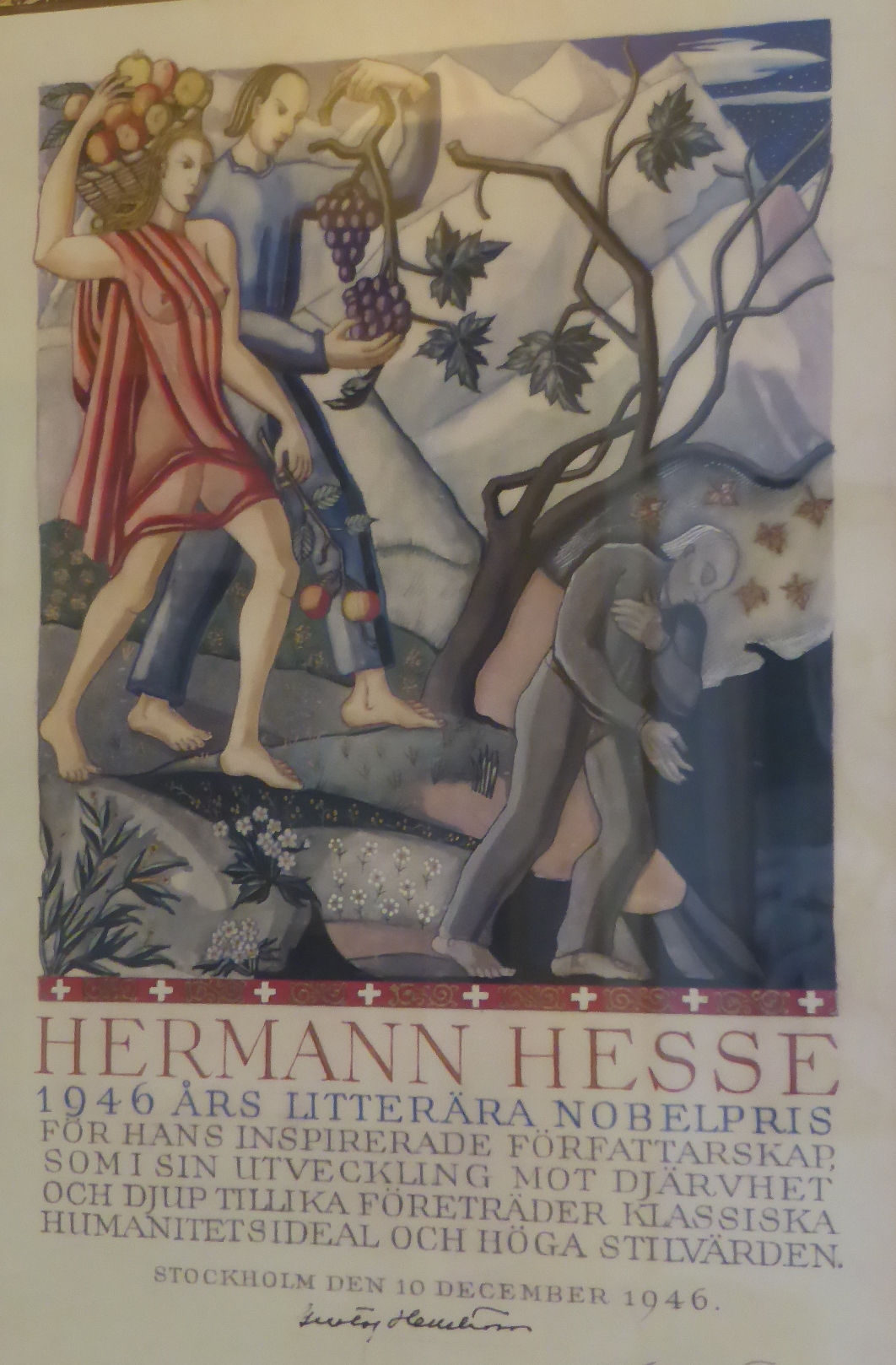
Il certificato di attribuzione del premio Nobel per la letteratura 1946-parte2

Durante gli anni Hesse era diventato un rispettato pittore di acquarelli e aveva anche dipinto alcuni dei suoi libri. Continuò a sviluppare il suo talento come pittore tra gli anni trenta e quaranta.
Sotto il regime nazista, i suoi scritti trovarono atipici estimatori: il ministro tedesco per la propaganda Joseph Goebbels inizialmente difese le sue opere. Tuttavia, nel momento in cui avanzò la richiesta di non censurare le parti del libro Narciso e Boccadoro in cui si trattava di pogrom, Hesse si ritrovò nelle liste di proscrizione naziste. Durante la seconda guerra mondiale ospitò nella sua casa di Montagnola intellettuali costretti all'emigrazione.
Egli era fermamente convinto che l'artista non potesse in alcun modo cambiare la società, e che la politica potesse rovinare la prospettiva dell'artista, forse addirittura distruggendolo. Il ruolo dell'artista era quindi quello di rimanere devoto alla propria arte e di non essere influenzato dalle ideologie né di destra né di sinistra. Nelle sue lettere private e nelle recensioni che scrisse per vari giornali svizzeri e svedesi traspare comunque la sua posizione contraria al nazismo. La sua opposizione al nazionalismo e al militarismo emerge inoltre in molte opere, in maniera analoga a quella del suo amico Thomas Mann.
Nel 1958 scriverà, a proposito della persecuzione degli ebrei:
Questi punti di vista e molte altre riflessioni sull'arte e sull'educazione erano incorporati ne Il giuoco delle perle di vetro, che fu pubblicato prima a Zurigo nel 1943 e in seguito in Germania nel 1946. Doveva essere il suo ultimo romanzo, che contribuì notevolmente a fargli conferire nel 1946 il premio Nobel per la letteratura.
In questo periodo strinse amicizia con il suo vecchio psicoanalista, Carl Gustav Jung, e con il cileno Miguel Serrano (da cui lo divideva la concezione politica di quest'ultimo, vicina al misticismo nazista). Serrano raccontò questo rapporto nel volume Il cerchio ermetico.

### Il dopoguerra

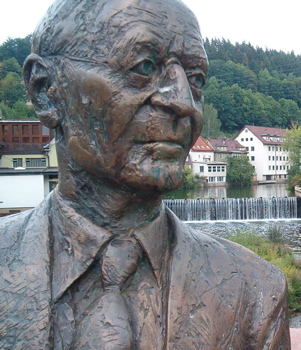
Statua di Hesse a Calw

Dopo la seconda guerra mondiale, la produttività artistica di Hesse diminuì di spessore stilistico e tematico. Preferiva trascorrere il suo tempo rispondendo alle richieste provenienti dal mondo esterno mentre cercava di condurre una vita privata “normale”. Dopo il 1945 Hesse divenne improvvisamente famoso e fu scovato dai critici, dai media e dalla società letteraria, senza menzionare i numerosi amici che ora potevano liberamente viaggiare per tutta l'Europa.
In un primo momento sembrava che le sue opere potessero essere bandite dalle forze occupanti americane, semplicemente perché non erano state bandite dai nazisti. Questa censura non sopravvenne mai e Hesse scrisse numerosi saggi politici sulla necessità di una rigenerazione morale in Germania e di un superamento della mentalità militaristica. Quattro dei suoi saggi più importanti dell'immediato dopoguerra furono pubblicati in seguito nella raccolta Guerra e Pace del 1949.
Nel 1946 ricevette il premio Goethe, seguito dal premio Nobel con la motivazione: "Per la sua scrittura ispirata che nel crescere in audacia e penetrazione esemplifica gli ideali umanitari classici, e per l'alta qualità dello stile". Nonostante questi premi, sempre nel 1946, l'acuirsi della sua depressione lo costrinse a un nuovo ritiro in una casa di cura.
Solo nel marzo del 1947 si sentì abbastanza in salute da ritornare a Montagnola, dove trascorse i suoi ultimi quindici anni di vita, seguiti dalla sua ricerca artistica e dalla cura per la sua fragile salute.
Sebbene molti scrittori, politici e amici lo invitassero ad avere un ruolo attivo in politica nel nome della pace, Hesse continuò a rifiutare di impegnarsi in alcuna parte politica, in alcuno dei paesi e in alcuna delle ideologie. Nelle recensioni, nei saggi e nelle lettere egli scrisse a proposito del pericolo rappresentato, da un lato, dal capitalismo americano in Europa, che lui definiva l'americanizzazione dell'Europa, e dall'altro del totalitarismo dell'Unione Sovietica. La sua mancanza di coinvolgimento non era dettata però da disinteresse; piuttosto, Hesse rifiutò di compromettere la sua integrità o di sostenere le cause che potevano essere manipolate o strumentalizzate a fini politici. Come aveva rifiutato il fascismo, così fece con le nuove ideologie dominanti; espresse alcune critiche alla politica americana del maccartismo, la persecuzione dei comunisti statunitensi (tra cui venivano annoverati spesso i pacifisti, anche se non comunisti, come accadde ad Albert Einstein): "In America, oggi le persone che si battono per la pace e per la ragione sono banditi come da voi", scrisse in una lettera del 1955.

### Gli ultimi anni

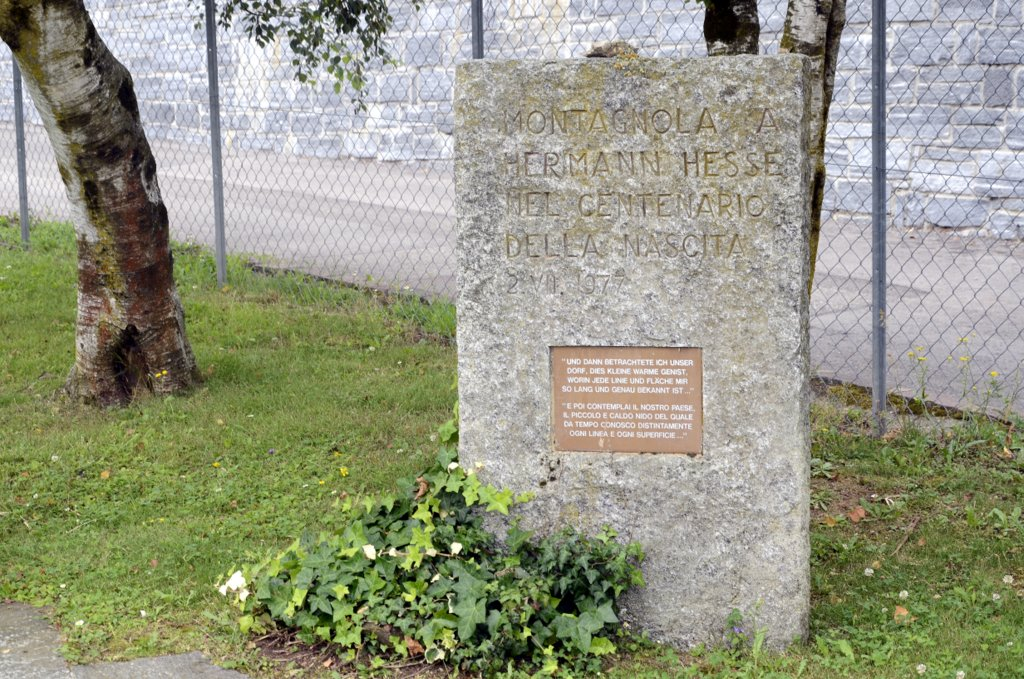
Montagnola: lapide commemorativa per i 100 anni dalla nascita di Hermann Hesse

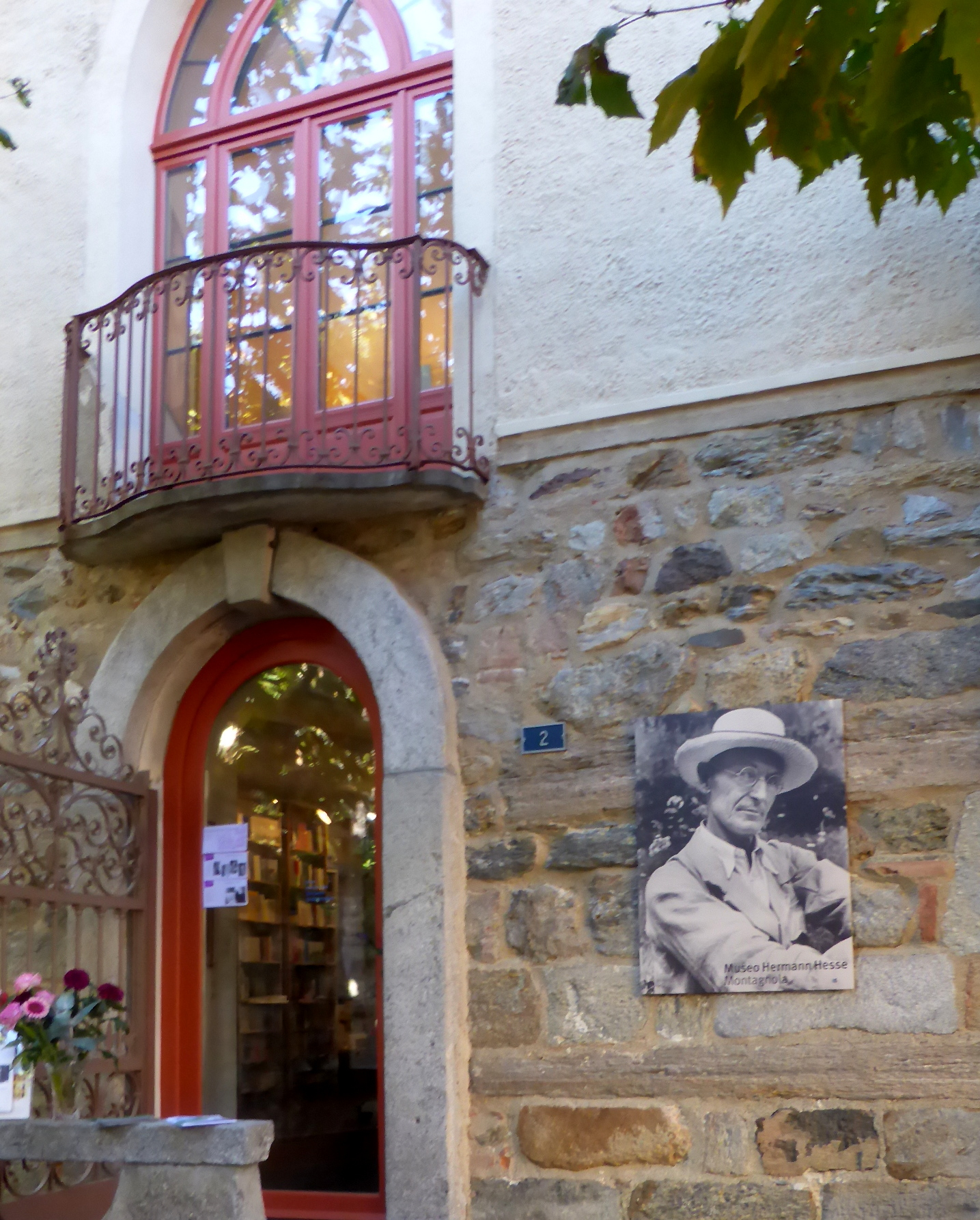
Museo Hermann Hesse, Montagnola

Come si ampliò la guerra fredda negli anni cinquanta, Hesse si ritirò dalla scena pubblica e tenne per sé le proprie opinioni, tranne per una risoluzione politica scritta nel 1956 per deplorare l'invasione sovietica dell'Ungheria; dagli scritti privati e varie lettere sappiamo che non disdegnava un socialismo democratico, in quanto coincidente con le sue idee anticapitaliste e anti-totalitarie, e che aspirava all'unificazione dell'Europa: 
»

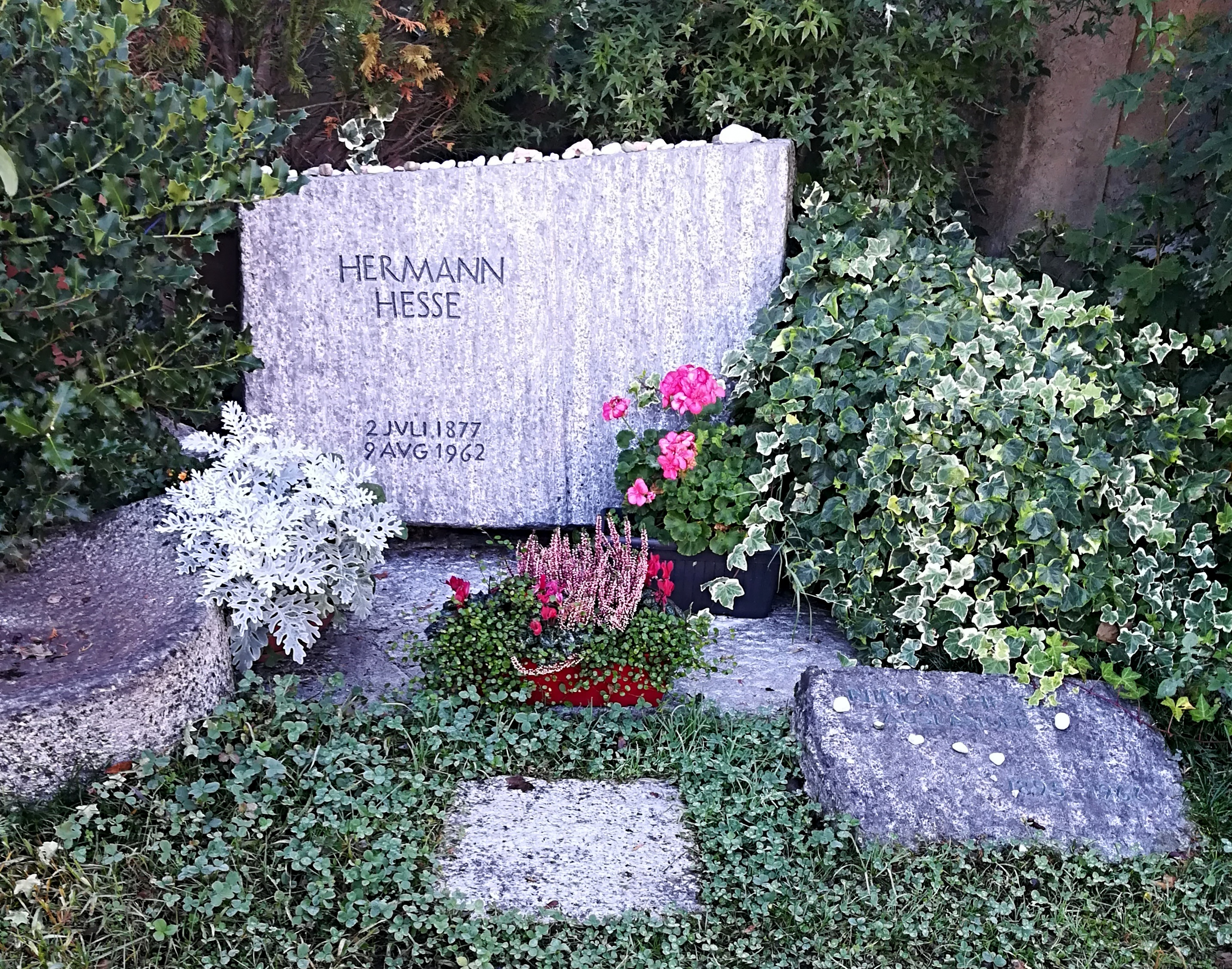
Tomba di Hermann Hesse, Gentilino

Nel 1954 ricevette l'onorificenza Pour le Mérite für Wissenschaften und Künste.
Fatta eccezione per la scrittura di brevi racconti, trascorse le sue giornate dipingendo, scrivendo lettere e combattendo contro varie malattie (artrosi, oftalmopatia). Soffriva continuamente di periodici attacchi di depressione e di spossatezza fisica, mentre la sua vista cominciò a indebolirsi nel 1950; nel 1955 le cattive condizioni cardiache gli impedirono di lasciare Montagnola.
Fu proprio in questo periodo che i dottori scoprirono che era malato di leucemia cronica, i cui sintomi s'intensificarono verso la fine del 1961. A causa della sua ipocondria, dell'età avanzata e dell'incurabilità della patologia a quel tempo, secondo alcuni biografi i medici non gli comunicarono direttamente questa diagnosi. Grazie alle trasfusioni di sangue e a frequenti iniezioni poté tuttavia vivere ancora fino all'8 agosto 1962, quando un'emorragia cerebrale pose fine alla sua esistenza.
Hesse è sepolto nel cimitero di Sant'Abbondio, a Gentilino. A Montagnola è presente un museo a lui dedicato, ubicato in una villa adiacente alla sua abitazione. Vi è poi un sentiero didattico a lui intitolato, che collega Montagnola con Agra. Oggi i tre centri abitati legati a Hesse (Montagnola, Agra e Gentilino) si trovano nell'unico comune di Collina d'Oro.

### Riscoperta
Negli anni '60, ispirandosi alla sua critica al consumismo e al capitalismo americano, fu proprio negli Stati Uniti che Hesse divenne un autore di grido, dopo la sua morte, tra i giovani pacifisti e hippie, che rifiutavano la guerra del Vietnam e la materialità della società occidentale, ma anche il comunismo sovietico.

## Hermann Hesse nei media
Lo scrittore è stato citato nella canzone Canzone dell'Irlanda occidentale del gruppo folk punk Rein. Il noto gruppo rock canadese degli Steppenwolf nella scelta del nome si è sipirato all'omonimo romanzo di Hesse.
Il suo celebre aforisma: "Anche un orologio fermo segna l'ora giusta due volte al giorno" è citato nei film Shakespeare a colazione, Il caso Thomas Crawford, The Imitation Game e L'ora più buia e nella canzone Tofutronik 3000 presente nell'album L'attesa del rapper italiano Kaos.

## Hermann Hesse e il cinema
- El lobo estepario, regia di Cristobal Ignacio Merino - cortometraggio (1966)[19]
- Zachariah, regia di George Englund (1971)[20]
- Siddhartha, regia di Conrad Rooks (1972)[21]
- Il lupo della steppa (Steppenwolf), regia di Fred Haines (1974)[19]
- Kinderseele, regia di Guy Kubli - film TV (1981)[22]
- Francesco, regia di Liliana Cavani (1989)[23]
- Ansatsu, regia di Masatoshi Takeuchi (1996)[24]
- Ich weiß von solchen..., episodio del film Poem - Ich setzte den Fuß in die Luft und sie trug, regia di Ralf Schmerberg (2003)[25]
- Siddharta, regia di Jorge Polaco (2003)
- Die Heimkehr, regia di Jo Baier - film TV (2012)
- Narciso e Boccadoro  (Narziss und Goldmund), regia di Stefan Ruzowitzky (2020)

## Hermann Hesse e laLebensreform

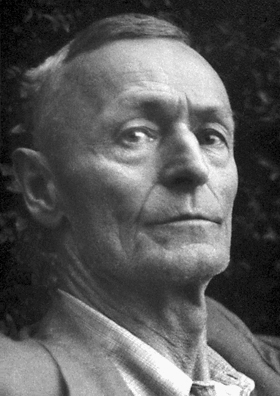
Hermann Hesse (1946)

Si è discusso anche dell'interessamento manifestato da Hesse nei confronti della cosiddetta Lebensreform, movimento culturale sorto a cavallo tra Otto e Novecento in Germania e Svizzera, che proponeva una riforma radicale dello stile di vita in voga nelle città occidentali, e aveva determinato la nascita di sanatori e piccole comunità utopiche. Già a Gaienhofen, sul lago di Costanza, Hesse ebbe occasione di frequentare artisti e intellettuali la cui esistenza si ispirava alle idee naturiste di Tolstoj e H. D. Thoreau. Risulta apprezzasse l'arte figurativa Jugendstil, il Liberty tedesco, e in particolare le opere di Hugo Höppener, detto Fidus, che comparivano sulle riviste Lebensreform, come Jugend.
Nel 1907 Hesse soggiornò qualche settimana presso il sanatorio di Monte Verità sopra Ascona, in Ticino, per seguire una terapia naturista finalizzata a disintossicarsi da un'eccessiva assunzione di alcool. La cura prevedeva, oltre a un contatto diretto con la natura incontaminata delle montagne del lago Maggiore, una rigida dieta vegetariana e quotidiani bagni di sole (elioterapia). Dagli incontri con queste comunità Hesse trasse ispirazione per personaggi di alcuni suoi racconti minori.
Altri accenni sono presenti anche in Peter Camenzind e Demian. Nel complesso, pur simpatizzando con i riformatori, Hesse tenne sempre un aristocratico distacco nei loro confronti, a causa soprattutto del fanatismo che caratterizzava questi ambienti, per il quale provò sempre un certo, sincero disgusto. Hesse lamentava anche una carenza di spiritualità nelle loro pratiche. Scrive a tal proposito il Carminati: «Nel racconto Tra le rocce, marcatamente autobiografico e scritto durante il soggiorno asconese o nel periodo immediatamente successivo, si riconosce alle pratiche naturiste una certa positività. Ciò nonostante l'insufficienza di benefici per lo spirito, anzi una totale mancanza di esperienze spirituali, che per un essere colto ed evoluto, un artista dotato di esigenze estetico-spirituali di un certo spessore non è dettaglio irrilevante, rischiano di rivelarsi irrimediabilmente abbrutenti».

## Opere

### Romanzi
- 1904 Peter Camenzind; Milano, Martello, 1951
- 1906 Unterm Rad; Sotto la ruota, Milano, Rizzoli, 1964
- 1910 Gertrud; Gertrud, Milano, Mondadori, 1980

- 1914 Rosshalde (romanzo breve)
- 1915 Knulp. Drei Geschichten aus dem Leben Knulps; Storia di un vagabondo, Milano, Martello, 1950
- 1919 Demian. Die Geschichte einer Jugend von Emil Sinclair; Demian. Storia della giovinezza di Emil Sinclair, Milano, Martello, 1952
- 1920 Klingsors letzter Sommer; L'ultima estate di Klingsor, Milano: Sperling & Kupfer, 1931
- 1922 Siddharta. Eine indische Dichtung; Siddharta. Poema indiano, Torino, Frassinelli, 1945
- 1927 Der Steppenwolf; Il lupo della steppa, Milano, Mondadori, 1946
- 1930 Narziß und Goldmund; Narciso e Boccadoro, Milano, Mondadori, 1933
- 1943 Das Glasperlenspiel; Il giuoco delle perle di vetro, Milano, Mondadori, 1955

### Novelle, racconti, altri scritti
- 1899 Eine Stunde hinter Mitternacht (Der Inseltraum, Albumblatt für Elise, Das Fest des Königs, Gespräch mit dem Stummen, An Frau Gertrud)
- 1908 Freunde, Amicizia, Milano, SugarCo, 1978
- 1912 Umwege (Ladidel, Die Heimkehr, Der Weltverbesserer, Emil Kolb, Pater Matthias), Fischer, Berlin; nuova ed., Kleine Welt: ebd. 1933.
- 1913 Aus Indien. Aufzeichnungen von einer indischen Reise; Dall'India. Annotazioni, diari, poesie, considerazioni e racconti Milano, Mondadori, 1990
- 1915 Am Weg (Juninacht, Der Wolf, Märchen, Der Brunnen im Maulbronner Kreuzgang, Eine Gestalt aus der Kinderzeit, Hinrichtung, Vor einer Sennhütte), Reuß & Itta, Konstanz 1915; nuova ed., illustrata da Louis Moilliet, Büchergilde Gutenberg, Zürich 1943.
- 1916 Schön ist die Jugend (Schön ist die Jugend, Der Zyklon) Bella è la gioventù
- 1919 Märchen; Fiabe romantiche, Torino, UTET, 1953; Notizie straordinarie da un altro pianeta, Pordenone, Studio Tesi, 1993. ISBN 88-7692-409-4
- 1920 Klein e Wagner
- 1925 Kurgast. Aufzeichnungen von einer Badener Kur; La cura, Milano, Adelphi, 1978
- 1926 Bilderbuch. Schilderungen
- 1927 Die Nürnberger Reise; Viaggio a Norimberga
- 1928 Krisis: Ein Stück Tagebuch (Crisi: pagine da un diario)
- 1928 Weltverbesser, Il miglioratore del mondo, Roma, Newton Compton, 1980
- 1928 Betrachtungen, Fischer, Berlin 1928. [contiene: Wenn der Krieg noch zwei Jahre dauert]
- 1932 Die Morgenlandfahrt; Il pellegrinaggio in Oriente, Milano, Mondadori, 1961; Milano, Adelphi, 1973
- 1935 Fabulierbuch; Libro di fiabe
- 1937 Gedenkblätter (Fogli di memorie)
- 1945 Traumfährte. Neue Erzählungen und Märchen
- 1945 Berthold. Ein Romanfragment
- 1965 Prosa aus dem Nachlass
- 1966 Der Vierte Lebenslauf Josef Knechts. Zwei Fassungen
- 1973 Die Kunst des Müßiggangs. Kurze Prosa aus dem Nachlass; L'arte dell'ozio, Milano, Mondadori,1992.

#### Raccolte italiane di racconti
- Racconti (Innen und Außen), traduzione di Marina Bistolfi, postfazione di Ferruccio Masini, Collana Medusa serie 80 n.28, Milano, Mondadori, 1982. - Collana Oscar, Mondadori, 1986-2001.
- Racconti brevi, trad. di F. Ricci, Introduzione e cura di Mario Specchio, Collana Grandi Tascabili Economici, Roma, Newton Compton, 1991.
- Racconti, traduzione di Marina Bistolfi, selezionati da Fabrizio Cambi, Collana Oscar moderni. Baobab, Milano, Mondadori, 2022, ISBN 978-88-047-4709-3.

### Poesie
- 1899 Romantische Lieder
- 1900 Gedichte
- 1915 Musik des Einsamen Musica e solitudine
- 1920 Wanderung. Aufzeichnungen,
- 1929 Trost der Nacht. Neue Gedichte (Consolazione della notte. Nuove poesie)
- 1936 Ore in giardino e altre poesie (Stunden im Garten. Eine Idylle, Bermann-Fischer, Wien), 1979
- 1937 Neue Gedichte
- 1942 Die Gedichte, Fretz & Wasmuth, Zürich; nuova ed., Suhrkamp, Frankfurt am Main 1953.
- 1951 Späte Prosa (raccolta di brevi prose e liriche)
- 1955 Beschwörungen. Späte Prosa – Neue Folge (raccolta di brevi prose e liriche)
- 1970 Poesie (21 poesie scritte tra il 1899 e il 1921)

### Saggi biografici
- 1904 Boccaccio (su Giovanni Boccaccio)[28]
- 1904 Franz von Assisi (su San Francesco d'Assisi)

### Saggi
- 1929 Eine Bibliothek der Weltliteratur; Una biblioteca della letteratura universale, Milano, Adelphi, 1979
- Krieg und Frieden. Betrachtungen zu Krieg und Politik seit dem Jahr 1914, Fretz & Wasmuth, Zürich, 1946.

### Epistolari
- Il gioco della vita. Lettere 1904-1962 (Ausgewählte Briefe, 1951), a cura di Carlo Vittone, Collana Oscar Moderni. Baobab, Milano, Mondadori, 2022  [Collana Oscar Saggi, Mondadori, 1992-1993], ISBN 978-88-047-3951-7.
- Lettere ai contemporanei, traduzione di Gianna Ruschena Accatino, Prefazione e cura di Lavinia Mazzucchetti, Biblioteca delle Silerchie n.49, Milano, Il Saggiatore, 1960.
- Gesammelte Briefe in vier Bänden. In: Zusammenarbeit mit Heiner Hesse hrsg. v. Ursula und Volker Michels. Suhrkamp, Frankfurt am Main 1973–1986 (Band I: 1895-1921, 1973; Band II: 1922-1935, 1979; Band III:1936-1948, 1982; Band IV: 1949-1962, 1986); ebd. 1990, ISBN 3-518-09813-6.
- Die Briefe, 10 voll. previsti, a cura di Volker Michels, Suhrkamp, Berlin, 2012-in corso.
  - Vol. 1: 1881–1904, ISBN 978-3-518-42309-7.
  - Vol. 2: 1905–1915, ISBN 978-3-518-42408-7.
  - Vol. 3: 1916–1923, ISBN 978-3-518-42458-2.
  - Vol. 4: 1924–1932, ISBN 978-3-518-42566-4.
  - Vol. 5: 1933–1939, ISBN 978-3-518-42810-8.
  - Vol. 6: 1940–1946, ISBN 978-3-518-42953-2.
  - Vol. 7: 1947–1951, ISBN 978-3-518-43001-9.
- „Mit dem Vertrauen, daß wir einander nicht verloren gehen können“. Briefwechsel mit seinen Söhnen Bruno und Heiner. Hrsg. v. Michael Limberg. Suhrkamp, Berlin 2019, ISBN 978-3-518-42905-1.
- Justus Hermann Wetzel, Briefe und Schriften, hrsg. von Klaus Martin Kopitz und Nancy Tanneberger, Würzburg 2019 (S. 79–143 Korrespondenz mit Hermann Hesse); ISBN 978-3-8260-7013-6

### Raccolte
- 1899 Hinterlassene Schriften und Gedichte von Hermann Lauscher (Meine Kindheit, Die Novembernacht, Ein Kranz für die schöne Lulu, Schlaflose Nächte, Tagebuch 1900)
- 1907 Diesseits (raccolta di storie, composta da "Kinderzeiten", "Die Marmorsäge", "Heumond", "Der Lateinschüler" e "Eine Fußreise im Herbst")
- 1908 Nachbarn (cinque storie)
- 1920 Klingsors letzter Sommer (Kinderseele, Klein und Wagner, Klingsors letzter Sommer); L'ultima estate di Klingsor, Milano, Sperling & Kupfer, 1931
- 1963 Die späten Gedichte (raccolta di liriche postume)

#### Opere complete
Sämtliche Werke, Suhrkamp Verlag, Frankfurt am Main, 2000-2007
- Volume 1: Jugendschriften (scritti giovanili)
- Volume 2-5: Die Romane: I. Peter Camenzind. Unterm Rad. Gertrud; II. Roßhalde. Knulp. Demian. Siddhartha; III. Der Steppenwolf. Narziß und Goldmund. Die Morgenlandfahrt; IV. Das Glasperlenspiel (romanzi)
- Volumi 6-7-8: Die Erzählungen I. 1900-1906; II. 1907-1910; III. 1911-1954, 2001 (racconti)
- Volume 9: Die Märchen. Legenden. Übertragungen. Dramatisches. Idyllen (fiabe e leggende, drammi, idilli)
- Volume 10: Die Gedichte (poesie)
- Volume 11-12: Autobiographische Schriften (scritti autobiografici)
- Volume 13-14: Betrachtungen und Berichte I. 1899-1926; II. 1927-1961 (osservazioni e relazioni)
- Volume 15: Die politischen Schriften. Eine Dokumentation (scritti politici)
- Volume 16-20: Rezensionen und Aufsätze (recensioni e saggi)
- Registerband

## Premi
- 1904 - Bauernfeld-Preis, premio letterario austriaco[29]
- 1928 - Mejstrik-Preis der Wiener Schiller-Stiftung[30]
- 1936 - Gottfried-Keller-Preis
- 1946 - Premio Nobel per la letteratura
- 1946 - Premio Goethe
- 1947 - Dottorato Onorario presso l'Università di Berna
- 1950 - Wilhelm-Raabe-Preis, premio letterario tedesco
- 1955 - Premio internazionale per la pace degli editori tedeschi